# Kleiner Halskrausenflughund
Der Kleine Halskrausenflughund (Myonycteris torquata) ist eine afrikanische Art der Flughunde (Pteropodidae).

## Merkmale
Unabhängig vom deutschen Trivialnamen hat die Art mit einer Kopf-Rumpf-Länge von 88 bis 120 mm, einer Unterarmlänge von 56 bis 67 mm und einem Gewicht von 27 bis 60 g etwa dieselbe Größe, wie andere Gattungsmitglieder. Sie erreicht eine Flügelspannweite von 280 bis 305 mm und hat 13 bis 21 mm lange Ohren. Der Schwanz kann fehlen oder er ist ein bis zu 13 mm langer Stummel. Auf der Oberseite des Körpers kommt rotbraunes bis gelbbraunes Fell vor, während die Unterseite von hellerem braunem, graubraunem oder hellgrauem Fell bedeckt ist. Weiterhin sind der Kopf, der Nacken und die Schultern heller gefärbt aufgrund farbloser oder hellbrauner Haarabschnitte nahe der Haarwurzel. Männchen besitzen eine Halskrause aus borstigen Haaren, die jedoch vom Kopf nicht farblich abgesetzt ist. An Epauletten erinnernde weiße Stellen an den Schultern fehlen. Vor der Geschlechtsreife sind Jungtiere allgemein dunkler. Unabhängig vom Alter kommt bei allen Exemplaren eine wollige Stelle auf der Kehle vor. Diese Wollhaare bedecken bei erwachsenen Männchen auch Kinn und Brust. Zu verschiedenen Jahreszeiten wird die Stelle vom öligen Sekret aus einer Drüse an der Kehle orangegelb gefärbt.
Der Kleine Halskrausenflughund hat dunkelbraune leicht zugespitzte Ohren, dunkelbraune Flügel und eine Schwanzflughaut, die teilweise mit Fell bedeckt ist. Die Zehen sind minimal mit Häuten verbunden. Bei den querliegenden Wülsten auf dem Gaumen sind die vorderen drei vollständig und die hinteren zwei mittig unterbrochen.

## Verbreitung

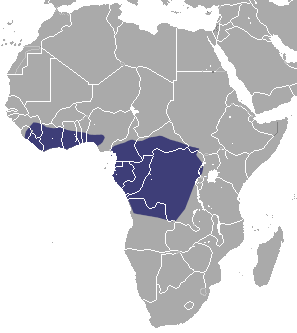
Nach der Aufteilung in zwei Arten zählt nur die östliche Population zum Kleinen Halskrausenflughund.

Dieser Flughund lebt in Zentral-Afrika. Er erreicht im Norden Kamerun, die Zentralafrikanische Republik und möglicherweise Südsudan. Die westliche Grenze des Verbreitungsgebiets reicht von Uganda über Ruanda bis in den Süden der Demokratischen Republik Kongo. Die südliche Grenze liegt im Norden Angolas. Eine Population lebt auf Bioko (Äquatorialguinea).
Populationen in Westafrika, die früher als Unterart Myonycteris torquata leptodon gelistet wurden, stellen laut einer taxonomischen Studie von 2013 eine eigenständige Art dar.
Der Kleine Halskrausenflughund lebt vorwiegend in tropischen Regenwäldern. Er besucht weiterhin Landschaften, die als Mosaik aus Wäldern und Grasflächen gebildet sind (meist in der Regenzeit) sowie Gärten in Städten.

## Lebensweise
Am Ruheplatz können einzelne Exemplare oder kleinere Gruppen angetroffen werden. Männchen wiesen kurz nach der Geschlechtsreife ein Wanderverhalten auf. Während des Schlafes klammern sich die Tiere an die Zweige von Bäumen oder Büschen, gelegentlich im direkten Sonnenlicht.
Vermutlich besteht die Nahrung hauptsächlich aus weichen Früchten, die teilweise von weit entfernten Orten geholt werden. Im Kot von einigen Individuen konnten Samen von Pflanzen der Gattung Nachtschatten (Solanum) nachgewiesen werden, die nur mehrere Kilometer entfernt wuchsen. In Gefangenschaft gehaltene Exemplare fraßen Früchte der Gattungen Feigen, Bananen, Adenia, Musanga und Nachtschatten. Möglicherweise zählen auch Nektar und Pollen zur Nahrung.
In Gabun erfolgte die Geburt der Nachkommen im Dezember und Januar. Pro Wurf wird ein Jungtier geboren.

## Bedrohung
Regional kann die intensive Nutzung der Wälder oder die Umwandlung der Wälder zu Ackerflächen den lokalen Bestand negativ beeinflussen. Die Gesamtpopulation wird als stabil eingeschätzt. Die IUCN listet den Kleinen Halskrausenflughund als nicht gefährdet (Least Concern). Aufgrund der Aufteilung in zwei Arten könnte in naher Zukunft eine Neubeurteilung notwendig sein.